# Exim
Exim är fri serverprogramvara för e-post (SMTP samt lokal sändning och utdelning) utvecklad vid Universitetet i Cambridge.
Exim är förvald e-postserver i vissa Linuxsystem, bland annat Debian GNU/Linux, och finns tillgänglig för de flesta Unix-liknande system. Programmet kan köras på Windows med hjälp av Cygwin.